# Umuzi
Un Umuzi (en xhosa : umzi, en swati : umuti) est l'unité résidentielle des familles Nguni en Afrique australe.

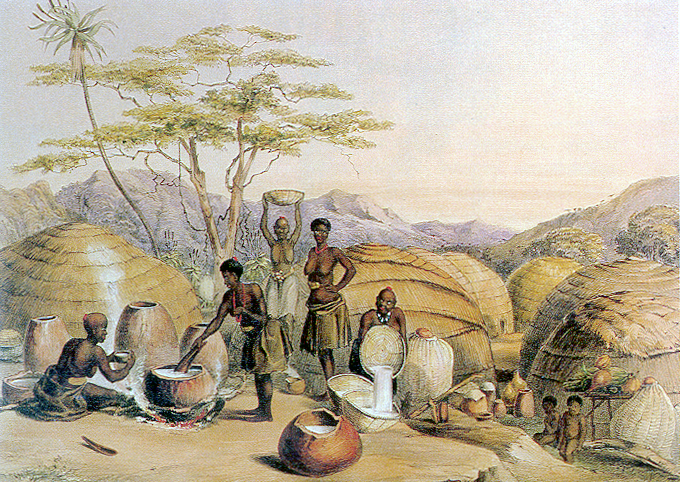
Brassage de la bière dans un umuzi zoulou vers 1849.

## Principes
L'umuzi est constitué de plusieurs huttes disposées en cercle, il est typiquement occupé par une seule famille, plus ou moins élargie, et il est souvent inclus dans un kraal. Cette organisation est caractéristique des peuples Nguni. Une maison à l’intérieur d’un umuzi s'appelle un indlu (au pluriel : tindlu (Swati) ou izindlu (Xhosa et Zoulou)). L'umuzi se compose généralement du chef de famille (umnumzana) et de sa ou ses femmes et de ses enfants célibataires. S’il y a plus d’une femme, l’umuzi est alors divisé pour pouvoir accommoder les différentes épouses dans des huttes distinctes.